# San Bartolomé Jocotenango
San Bartolomé Jocotenango («San Bartolomé»: en honor a su santo patrono San Bartolomé Apóstol; «Jocotenango» del náhuatl, significa «muralla en donde hay jocotes») es un municipio del departamento de Quiché que se encuentra ubicado 37 km al norte de la cabecera departamental, Santa Cruz del Quiché. Limita al sur con San Pedro Jocopilas y Santa Cruz del Quiché, al norte con Sacapulas, al oriente con San Andrés Sajcabajá y al occidente con San Pedro Jocopilas.
Luego de la Independencia de Centroamérica en 1821, fue parte del departamento de Sololá/Suchitepéquez hasta que el 12 de agosto de 1872, el gobierno de facto del presidente provisorio Miguel García Granados creó el departamento de Quiché, al que ha pertenecido desde entonces. En ese tiempo era conocido como «San Bartolo Jocotenango».

## Toponimia
Muchos de los nombres de los municipios y poblados de Guatemala constan de dos partes: el nombre del santo católico que se venera el día en que fueron fundados y una descripción con raíz náhuatl; esto se debe a que las tropas que invadieron la región en la década de 1520 al mando de Pedro de Alvarado estaban compuestas por soldados españoles y por indígenas tlaxcaltecas y cholultecas. Así pues, «San Bartolomé» es en honor a San Bartolomé Apóstol, mientras que el topónimo «Jocotenango» tiene su origen en la voces náhuatl «xocotl» (español:«jocote»), «tenan» (español: «muralla») y «co» (terminación), y significa que significa «muralla en donde hay jocotes». Era una tierra fértil para la producción de esa fruta agridulce.[cita requerida]

## División política
El municipio cuenta con treinta y tres Caseríos, un Paraje y la Cabecera Municipal, siendo los siguientes:
| Categoría | Listado |
| --------- | --- |
| Caseríos  | - Panimá - Paquix - Ajpujuyup - Los Cerritos - Patulup - Cucul - Las Canoas - Xetemabaj I - Quiejché - Patzcamàn - El Naranjo - La Palma - Xetemabaj II - La Hacienda I - La Hacienda II - Chicajom - Chotaaj - Sinchaj - Chomop - Chocorral - Cimientos - Muluvá - Tacachat - Carrizal - Las Cuevas - Mamaj - Guayabitas - Los Naranjales - Pacam - Pacomanchaj - Chucache - Buena Vista Los Cimientos - Las Minas |
| Paraje    | 1. Xicxil |
| Cabecera  | 1. San Bartolomé Jocotenango |

## Geografía física
Tiene una extensión territorial de 123 km² y una gran variedad de accidentes geográficos e hidrográficos.

### Clima
La cabecera municipal de San Bartolomé Jocotenango tiene clima tropical (Clasificación de Köppen: Aw).
| Parámetros climáticos promedio de San Bartolomé Jocotenango | Parámetros climáticos promedio de San Bartolomé Jocotenango | Parámetros climáticos promedio de San Bartolomé Jocotenango | Parámetros climáticos promedio de San Bartolomé Jocotenango | Parámetros climáticos promedio de San Bartolomé Jocotenango | Parámetros climáticos promedio de San Bartolomé Jocotenango | Parámetros climáticos promedio de San Bartolomé Jocotenango | Parámetros climáticos promedio de San Bartolomé Jocotenango | Parámetros climáticos promedio de San Bartolomé Jocotenango | Parámetros climáticos promedio de San Bartolomé Jocotenango | Parámetros climáticos promedio de San Bartolomé Jocotenango | Parámetros climáticos promedio de San Bartolomé Jocotenango | Parámetros climáticos promedio de San Bartolomé Jocotenango | Parámetros climáticos promedio de San Bartolomé Jocotenango |
| Mes                                                         | Ene.                                                        | Feb.                                                        | Mar.                                                        | Abr.                                                        | May.                                                        | Jun.                                                        | Jul.                                                        | Ago.                                                        | Sep.                                                        | Oct.                                                        | Nov.                                                        | Dic.                                                        | Anual                                                       |
| ----------------------------------------------------------- | ----------------------------------------------------------- | ----------------------------------------------------------- | ----------------------------------------------------------- | ----------------------------------------------------------- | ----------------------------------------------------------- | ----------------------------------------------------------- | ----------------------------------------------------------- | ----------------------------------------------------------- | ----------------------------------------------------------- | ----------------------------------------------------------- | ----------------------------------------------------------- | ----------------------------------------------------------- | ----------------------------------------------------------- |
| Temp. máx. media (°C)                                       | 24.7                                                        | 25.5                                                        | 27.2                                                        | 27.2                                                        | 27.1                                                        | 25.8                                                        | 25.6                                                        | 25.8                                                        | 25.4                                                        | 24.9                                                        | 25.0                                                        | 25.0                                                        | 25.8                                                        |
| Temp. media (°C)                                            | 18.3                                                        | 18.7                                                        | 20.2                                                        | 20.5                                                        | 20.8                                                        | 20.6                                                        | 20.2                                                        | 20.1                                                        | 19.8                                                        | 19.6                                                        | 19.1                                                        | 18.8                                                        | 19.7                                                        |
| Temp. mín. media (°C)                                       | 12.0                                                        | 12.0                                                        | 13.2                                                        | 13.9                                                        | 14.5                                                        | 15.4                                                        | 14.8                                                        | 14.5                                                        | 14.3                                                        | 14.3                                                        | 13.2                                                        | 12.6                                                        | 13.7                                                        |
| Precipitación total (mm)                                    | 33                                                          | 29                                                          | 37                                                          | 56                                                          | 145                                                         | 332                                                         | 242                                                         | 201                                                         | 282                                                         | 224                                                         | 105                                                         | 50                                                          | 1736                                                        |
| Fuente: Climate-Data.org                                    |                                                             |                                                             |                                                             |                                                             |                                                             |                                                             |                                                             |                                                             |                                                             |                                                             |                                                             |                                                             |                                                             |

### Ubicación geográfica
San Bartolomé Jocotenango se localiza en la parte norte del departamento de Santa Cruz del Quiché a una distancia de 36 km de la cabecera departamental, y a 201 km de la Ciudad de Guatemala; está rodeado por municipios del departamento de Quiché:
- Sur: San Pedro Jocopilas y Santa Cruz del Quiché
- Norte: Sacapulas
- Este: San Andrés Sajcabajá
- Oeste: San Pedro Jocopilas[2]

|                            | Norte: Sacapulas                               |                            |
| Oeste: San Pedro Jocopilas |                                                | Este: San Andrés Sajcabajá |
|                            | Sur: San Pedro Jocopilas Santa Cruz del Quiché |                            |

## Gobierno municipal
Los municipios se encuentran regulados en diversas leyes de la República, que establecen su forma de organización, lo relativo a la conformación de sus órganos administrativos y los tributos destinados para los mismos.  Aunque se trata de entidades autónomas, se encuentran sujetos a la legislación nacional y las principales leyes que los rigen desde 1985 son:
| N.º | Ley                                                | Descripción |
| --- | -------------------------------------------------- | --- |
| 1   | Constitución Política de la República de Guatemala | Tiene una regulación legal específica para los municipios en los artículos 253 al 262. |
| 2   | Ley Electoral y de Partidos Políticos              | Ley de carácter constitucional aplicable a los municipios en el tema de la conformación de sus autoridades electas. |
| 3   | Código Municipal                                   | Decreto 12-2002 del Congreso de la República de Guatemala. Tiene la categoría de ley ordinaria y contiene preceptos generales aplicables a todos los municipios, e inclusive contiene legislación referente a la creación de los municipios.             |
| 4   | Ley de Servicio Municipal                          | Decreto 1-87 del Congreso de la República de Guatemala. Regula las relaciones entra la municipalidad y los servidores públicos en materia laboral. Tiene su base constitucional en el artículo 262 de la constitución que ordena la emisión de la misma. |
| 5   | Ley General de Descentralización                   | Decreto 14-2002 del Congreso de la República de Guatemala. Regula el deber constitucional del Estado, y por ende del municipio, de promover y aplicar la descentralización y desconcentración económica y administrativa.                                |

El gobierno de los municipios está a cargo de un Concejo Municipal mientras que el código municipal —ley ordinaria que contiene disposiciones que se aplican a todos los municipios— establece que «el concejo municipal es el órgano colegiado superior de deliberación y de decisión de los asuntos municipales […] y tiene su sede en la circunscripción de la cabecera municipal»; el artículo 33 del mencionado código establece que «[le] corresponde con exclusividad al concejo municipal el ejercicio del gobierno del municipio».
El concejo municipal se integra con el alcalde, los síndicos y concejales, electos directamente por sufragio universal y secreto para un período de cuatro años, pudiendo ser reelectos.
Existen también las Alcaldías Auxiliares, los Comités Comunitarios de Desarrollo (COCODE), el Comité Municipal del Desarrollo (COMUDE), las asociaciones culturales y las comisiones de trabajo. Los alcaldes auxiliares son elegidos por las comunidades de acuerdo a sus principios y tradiciones, y se reúnen con el alcalde municipal el primer domingo de cada mes, mientras que los Comités Comunitarios de Desarrollo y el Comité Municipal de Desarrollo organizan y facilitan la participación de las comunidades priorizando necesidades y problemas.

## Historia

### Tras la Reforma Liberal
Tras el triunfo de la Reforma Liberal en 1871 y el presidente de facto provisiorio Miguel García Granados dispuso crear el departamento de Quiché para mejorar la administración territorial de la República dada la enorme extensión del territorio de Totonicapán/Huehuetenango y de Sololá/Suchitepéquez. De esta cuenta, el 12 de agosto de 1872 San Bartolo Jocotenango como se le decía entonces— pasó a formar parte del nuevo departamento de Quiché, junto con la nueva cabecera Santa Cruz del Quiché y Joyabaj, Lemoa, Chichicastenango, Chinic, Chiché, Patzité, San Andrés Joyabajá, San Pedro Jocopilas, San Miguel Uspantán, Cotzal, Chujuyup, Cunem, Sacapulas, Nebaj, Chajul, Caniyá y Sacualpa.

## Servicios de Salud
El municipio cuenta con un centro de Salud (Centro de atención permanente), un centro de recuperación nutricional y un puesto de salud.

## Servicios de Comunicaciones
Las empresas comerciales Tigo, Claro y Movistar tienen cobertura en el área; por su parte, la Academia de Computación «Castro», ubicada en la calle principal de la cabecera municipal, proporciona servicios de Internet a la comunidad.[cita requerida]

## Transporte
El transporte público en el municipio es proporcionado por la Asociación de Microbuseros San Bartolenses.

## Educación
Las instituciones educativas que existen en la localidad son:
- Instituto Nacional de Educación Básica —INEB—
- Telesecundaria
- Instituto por Cooperativa
- Instituto Guetemalteco de Educación Radiofónica —IGER—.